# 尤里·阿列克谢耶维奇·祖耶夫
尤里·阿列克谢耶维奇·祖耶夫（俄语：Юрий Алексеевич Зуев，1932年12月8日—2006年12月5日）是一位哈萨克斯坦俄罗斯族汉学家和突厥学家。

## 生平
祖耶夫出生于西伯利亚城市秋明的一个白领家庭。祖耶夫就读于列宁格勒国立大学，主修东亚国家历史研究，学习了古典汉语、中古汉语和现代汉语。1955年，祖耶夫获得学士学位，并被派往哈萨克苏维埃社会主义共和国科学院历史、考古和民族志研究所工作。他获得了哲學博士学位。1967年，他的博士论文《古代突厥族谱传说作为突厥人早期历史的来源》包含了许多关于突厥人社会政治历史的新发现，提出了阿史那部落名称的词源，追溯了突厥人的历史。并提出了阿史那-阿史德-拔悉密三头同盟的假说。
祖耶夫是苏联历史重要著作的合作者：《苏联人民历史地图集》、《哈萨克苏维埃社会主义共和国历史地图集》和五卷本《哈萨克苏维埃社会主义共和国从古至今的历史》。祖耶夫的大量著作包括对公元前3世纪至公元3世纪哈萨克斯坦和中亚政治史、古代和中世纪历史、西突厥汗国和前蒙古时期（10-12世纪）历史的民族构成和部落运动的分析。祖耶夫撰写了关于突厥汗国的起源、民族构成和政治历史的文章。
苏联解体后，祖耶夫出版了许多有关中亚和哈萨克斯坦游牧民族古代和中世纪历史的著作。2002年，祖耶夫70岁生日，恰逢他毕生著作《早期突厥人：历史和意识形态的草图》出版。